# Cornunghia
La cornunghia è un fertilizzante di origine animale, ottenuto tramite essiccazione e torrefazione di corna e unghie scartate dalla lavorazione industriale della carne; il trattamento termico prolungato aumenta la percentuale di azoto e previene il pericolo di fermentazione e la formazione di muffe e funghi nel terreno. La cornunghia, in quanto fertilizzante organico, è anche un ammendante e agisce sulla grana del terreno, sulla chimica e la componente microbiologica del suolo. I principi nutritivi che contiene sono rilasciati lentamente, per questo viene detta "a cessione lenta".

Generalmente si trova in commercio in miscela con altri componenti, organici o minerali.

Il prodotto va distribuito prima della semina sul terreno o miscelato con il substrato in dosi variabili a seconda del tipo di pianta. Può essere impiegato nella produzione delle composte John Innes.
La composizione NPK media è del tipo 12 - 2 - 0 